# Lucia Joyce
Lucia Joyce, née le 26 juillet 1907 à Trieste et décédée le 12 décembre 1982 à Northampton, est une danseuse professionnelle irlandaise et la fille de l'écrivain irlandais James Joyce et de Nora Barnacle.
Un temps suivie par le psychiatre suisse Carl Jung, Lucia Joyce est diagnostiquée schizophrène au milieu des années 1930 et internée à la clinique psychiatrique Burghölzli à Zurich. En 1951, elle est transférée à l'hôpital St Andrew de Northampton, où elle meurt en 1982. Elle est la tante de Stephen James Joyce, le dernier descendant de James Joyce.

## Jeunesse et carrière

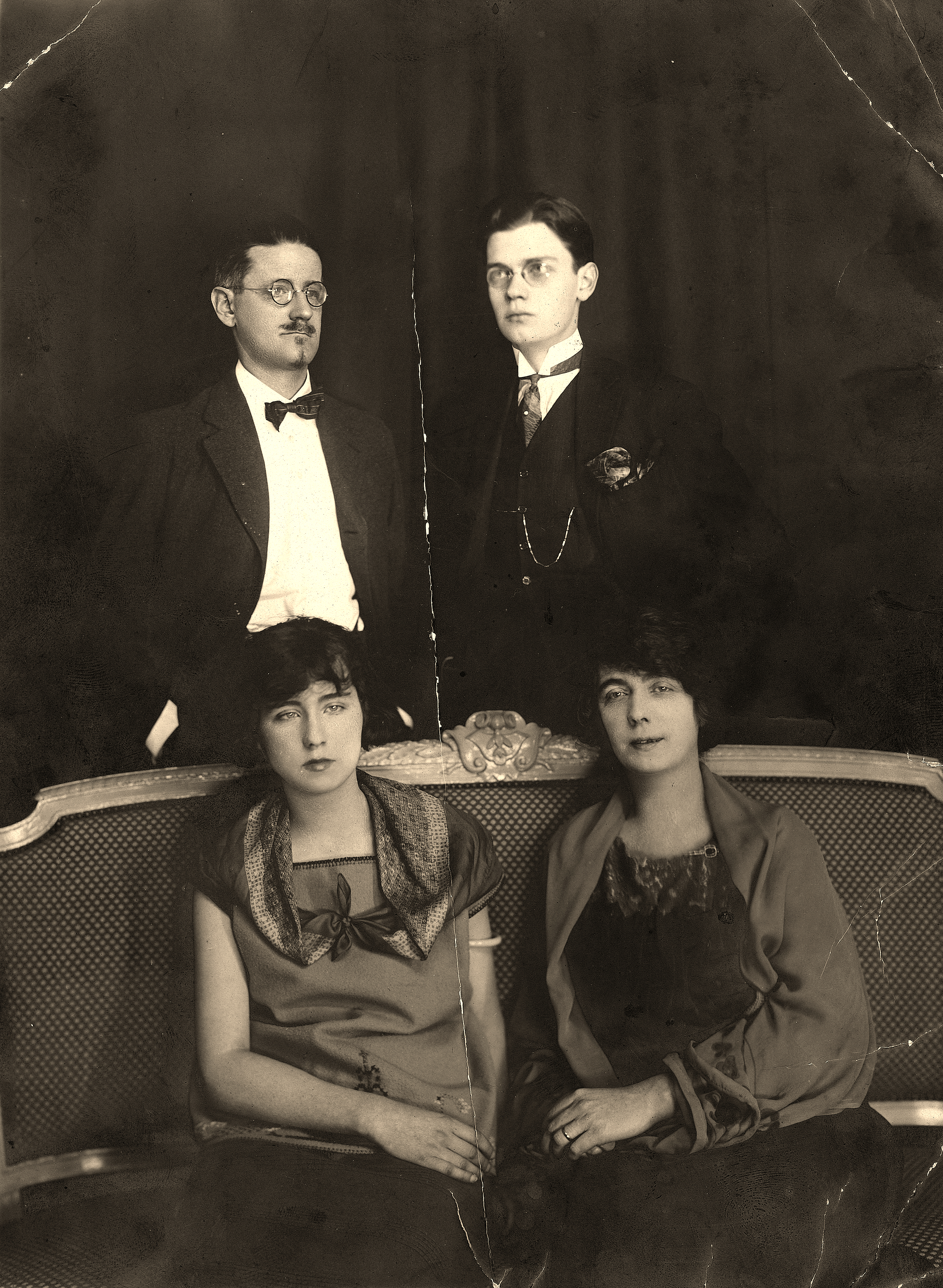
De gauche à droite : James Joyce, Giorgio Joyce, Nora Barnacle, Lucia Joyce à Paris en 1924.

### L'expatriation italienne
Lucia Anna Joyce naît à l'hôpital civique de Trieste le 26 juillet 1907, deux ans après son frère Giorgio. Elle est la fille de l'écrivain irlandais James Joyce et de sa compagne et future épouse Nora Barnacle. Sa première langue est ainsi l'italien. 

### Une carrière prometteuse
Elle suit une formation de danseuse à l'Institut Dalcroze à Paris. Elle étudie la danse de 1925 à 1929, d'abord avec Jacques Dalcroze, puis avec Margaret Morris et Raymond Duncan, frère d'Isadora Duncan, dans son école près de Salzbourg. En 1927, Joyce interprète un soldat de plomb dans l'adaptation cinématographique de Jean Renoir de « La Petite fille aux allumettes » de Hans Christian Andersen. Elle poursuit ses études auprès de Lois Hutton, Hélène Vanel et Jean Borlin, fondateur des Ballets suédois à Paris.
En 1928, elle rejoint « Les Six de rythme et couleur », un groupe de six danseuses qui se produisent dans des salles en France, en Autriche et en Allemagne. Après une représentation de La Princesse Primitive au théâtre du Vieux-Colombier, le Paris Times écrit à son sujet : « Lucia Joyce est la fille de son père. Elle possède l'enthousiasme, l'énergie et une part encore indéterminée de son génie. Lorsqu'elle atteindra sa pleine capacité de danse rythmique, James Joyce sera peut-être reconnu comme le père de sa fille ». Le 28 mai 1929, elle est choisie parmi les six finalistes du premier festival international de danse de Paris qui se tient au Bal Bullier. Bien qu'elle ne gagne pas, le public, qui compte son père et le jeune Samuel Beckett, salue sa performance comme étant exceptionnelle et proteste bruyamment contre le verdict du jury.
Lucia Joyce, alors âgée de 21 ans et Samuel Beckett, éphémère secrétaire de James Joyce, auraient été amants. Leur relation ne dure pas et prend fin lorsque Samuel Beckett, alors en couple avec une autre femme, admet que son désir était d'établir une relation professionnelle avec son père.
À l'âge de 22 ans, Lucia Joyce, après des années de dévouement rigoureux et de longues heures de pratique, aurait décidé « qu'elle n'était pas assez forte physiquement pour être une danseuse de quelque sorte que ce soit ». Après avoir annoncé qu'elle deviendrait enseignante, elle « [refuse] ensuite une offre de rejoindre un groupe à Darmstadt et [abandonne] effectivement la danse ». Sa biographe Carol Shloss soutient cependant que c'est son père qui aurait mis un terme à sa carrière de danseuse : James Joyce aurait estimé que l'entraînement physique intense de sa fille lui causait un stress excessif, exacerbant l'animosité de longue date entre elle et sa mère. Les querelles domestiques incessantes auraient ainsi gêné l'écriture de Finnegans Wake. Il l'aurait donc orientée vers le dessin de lettrines pour illustrer sa prose et poussée à renoncer à ses penchants artistiques. À sa mécène Harriet Shaw Weaver, James Joyce écrit que ce choix lui valut « un mois de larmes, car elle pensait avoir gaspillé trois ou quatre années de dur labeur et sacrifié un talent ».

## Maladie mentale et fin de vie

### Diagnostic
Lucia Joyce commence à montrer des signes de maladie mentale en 1930, notamment pendant sa relation avec Samuel Beckett, alors maître de conférences en langue anglaise à l'École normale supérieure de Paris. En mai 1930, alors que ses parents sont à Zurich, elle invite Samuel Beckett à dîner, espérant « le forcer à faire une sorte de déclaration ». Il la rejette catégoriquement.
En 1934, elle a plusieurs liaisons : avec son professeur de dessin Alexander Calder, l'artiste expatrié Albert Hubbell et Myrsine Moschos, assistant de Sylvia Beach à la Shakespeare and Company. Au fil de l'année, son état se détériorie au point que James Joyce demande à Carl Jung de l'accepter comme patiente. Peu après, elle est diagnostiquée schizophrène à la clinique psychiatrique Burghölzli de Zurich. En 1936, James Joyce consent à ce que sa fille subisse des analyses de sang à l'hôpital St Andrew de Northampton. Après un court séjour, Lucia Joyce insista pour retourner à Paris, les médecins expliquant à son père qu'on ne pouvait l'en empêcher à moins qu'il ne la fasse interner. James Joyce dit à ses amis les plus proches qu'il « n'accepterait jamais que sa fille soit incarcérée parmi les Anglais ».

### Internement définitif
Lucia Joyce part vivre chez Maria Jolas, l'épouse du rédacteur en chef de Transition Eugène Jolas, à Neuilly-sur-Seine. Après trois semaines, son état s'aggrave et elle est emmenée en camisole de force à la Maison de Santé Velpeau du Vésinet. Considérée comme un danger pour le personnel et les patients, elle est placée à l’isolement. Deux mois plus tard, elle entre à la maison de santé de François Achille Delmas à Ivry-sur-Seine.
En 1951, Lucia Joyce est de nouveau transférée à l'hôpital St Andrew. Au fil des années, elle reçoit la visite de Samuel Beckett, Sylvia Beach, Frank Budgen, Maria Jolas et Harriet Shaw Weaver, qui agit comme sa tutrice.
En 1962, Samuel Beckett fait don de sa part des droits d'auteur de son essai contributif de 1929 sur Finnegans Wake dans Our Exagmination Round His Factification for Incamination of Work in Progress pour aider à payer son internement à St Andrew's.

### Mort et hommages
En 1982, Lucia Joyce est victime d'un accident vasculaire cérébral et meurt le 12 décembre. Elle est enterrée au cimetière de Kingsthorpe.
Chaque année, le Bloomsday (16 juin), des extraits d'Ulysse de James Joyce et d'autres lectures liées à sa vie et à ses œuvres sont lus sur la tombe de Lucia Anna Joyce. En 2018, le jour de Bloomsday, Letters to Lucia, une pièce écrite par Richard Rose et James Vollmar dans laquelle apparaissent des personnages de la vie de Lucia, dont Samuel Beckett, Kathleen Neel, Nora Barnacle et James Joyce lui-même, est jouée par la Triskellion Irish Theatre Company près de la tombe.

## Héritage

### Destruction d'une partie des archives
En 1988, Stephen Joyce fait détruire toutes les lettres écrites par Lucia qu'il a reçues à sa mort en 1982,,. Stephen Joyce déclare dans une lettre au rédacteur en chef du New York Times : « Concernant la correspondance détruite, il s'agissait de lettres personnelles de Lucia à notre intention. Elles ont été écrites de nombreuses années après la mort de Nonno et Nonna [M. et Mme Joyce] et n'y faisaient pas référence. Ont également été détruits des cartes postales et un télégramme de Samuel Beckett à Lucia. Cela a été fait à la demande écrite de Sam ».

### Une biographie controversée
Carol Loeb Shloss consacre en 2003 un ouvrage, Lucia Joyce: To Dance in the Wake, à l'état mental de Lucia Joyce. Selon elle, Lucia Joyce aurait été la muse de son père pour Finnegans Wake. Cette étude fait l'objet d'un procès pour abus de droits d'auteur intenté par les successeurs de James Joyce en raison des nombreuses références aux lettres échangées entre Lucia Joyce et son père. Le 25 mars 2007, ce litige est résolu en faveur de Carol Loeb Shloss. 
Le professeur John McCourt de l'Université de Macerata, un spécialiste reconnu de James Joyce, administrateur de la Fondation internationale James Joyce et cofondateur et directeur du symposium international James Joyce tenu à Trieste, écrit dans A Companion to Literary Biography que Carol Loeb Shloss, dans son livre « parfois obsessionnel », « cherche très délibérément à détrôner Nora (l'épouse de Joyce) comme muse principale de Joyce... ce faisant, l'ouvrage en fait trop, multipliant les affirmations exagérées sur le génie de Lucia et son rôle dans le processus créatif de Joyce, tout en éreintant, de façon acerbe, la plupart des proches de Joyce ». Selon lui, la conséquence la plus nocive de livre est « la prolifération de récits dérivés sur Lucia qu'il a contribué à lancer... [Ce livre est] la source principale de toute une série d'écrits sur Lucia qui mélangent de manière gênante faits et fiction », notamment The Joyce Girl (2016) d'Annabel Abbs, à propos duquel John McCourt écrit : « Avec Abbs, le cycle pervers de l'intérêt pour Lucia atteint son apogée : on retombe dans une fiction qui se fait passer pour une biographie ». Il considère le livre comme « sans doute l'une des pires "biographies" jamais écrites sur Joyce ». Le livre fait également l'objet de critiques dans l'Irish Times et l'Irish Examiner concernant les « spéculations non fondées » de l'auteur concernant l'inceste entre Lucia et son frère et les origines de sa maladie mentale.

### Œuvres de fiction
En 2004, la vie de Lucia Joyce inspire Calico, une pièce de théâtre du West End écrite par Michael Hastings, et, en 2012, le roman graphique Dotter of Her Father's Eyes de Mary et Bryan Talbot. Une pièce explorant sa vie, intitulée L, écrite et mise en scène par Sophia Ginsburg, est jouée à la Concord Academy du 14 au 16 avril 2016,. En 2016 est publié le roman biographique d'Annabel Abbs, The Joyce Girl. En 2018, elle fait l'objet duroman d'Alex Pheby Lucia. Lucia Joyce est la protagoniste du chapitre « Round the Bend » du roman Jérusalem d'Alan Moore paru en 2016. Situé à la clinique de Northampton où elle a passé ses dernières années, le chapitre est écrit dans le style de Finnegans Wake de son père.
En 2023, Joseph Chester publie Lucia for Guitar & Strings, une suite pour guitare classique et cordes commandée par Axis Ballymun pour les célébrations du centenaire d'Ulysse à Dublin. Une suite est présentée à Dublin le jour du Bloomsday 2023 et sort sur CD, vinyle et streaming en janvier 2023 aux éditions Bohemia Records. La suite a pour thème onze moments clés de la vie de Lucia Joyce, avec pour objectif de peindre son portrait en musique,,.

## Crédit d'auteurs
- (en) Cet article est partiellement ou en totalité issu de l’article de Wikipédia en anglais intitulé « Lucia Joyce » (voir la liste des auteurs).